# Vant

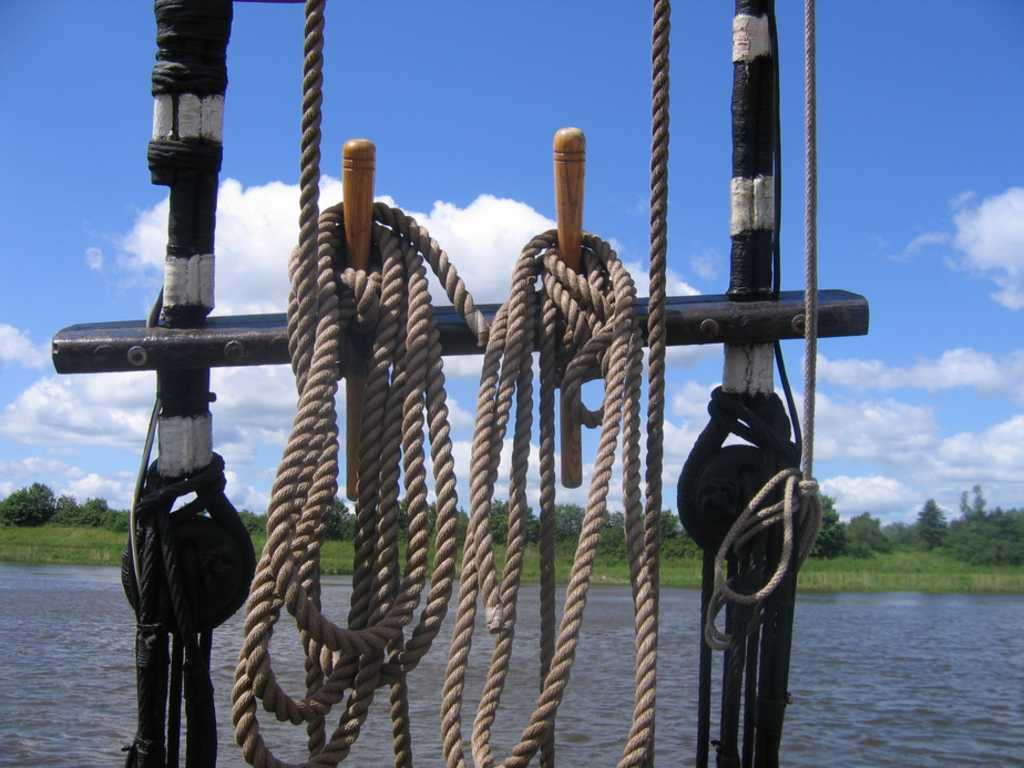
Nedre delen av vanten, fästa vid jungfrur under nagelbänken för löpande gods (vanten är här målade i svart och vitt).

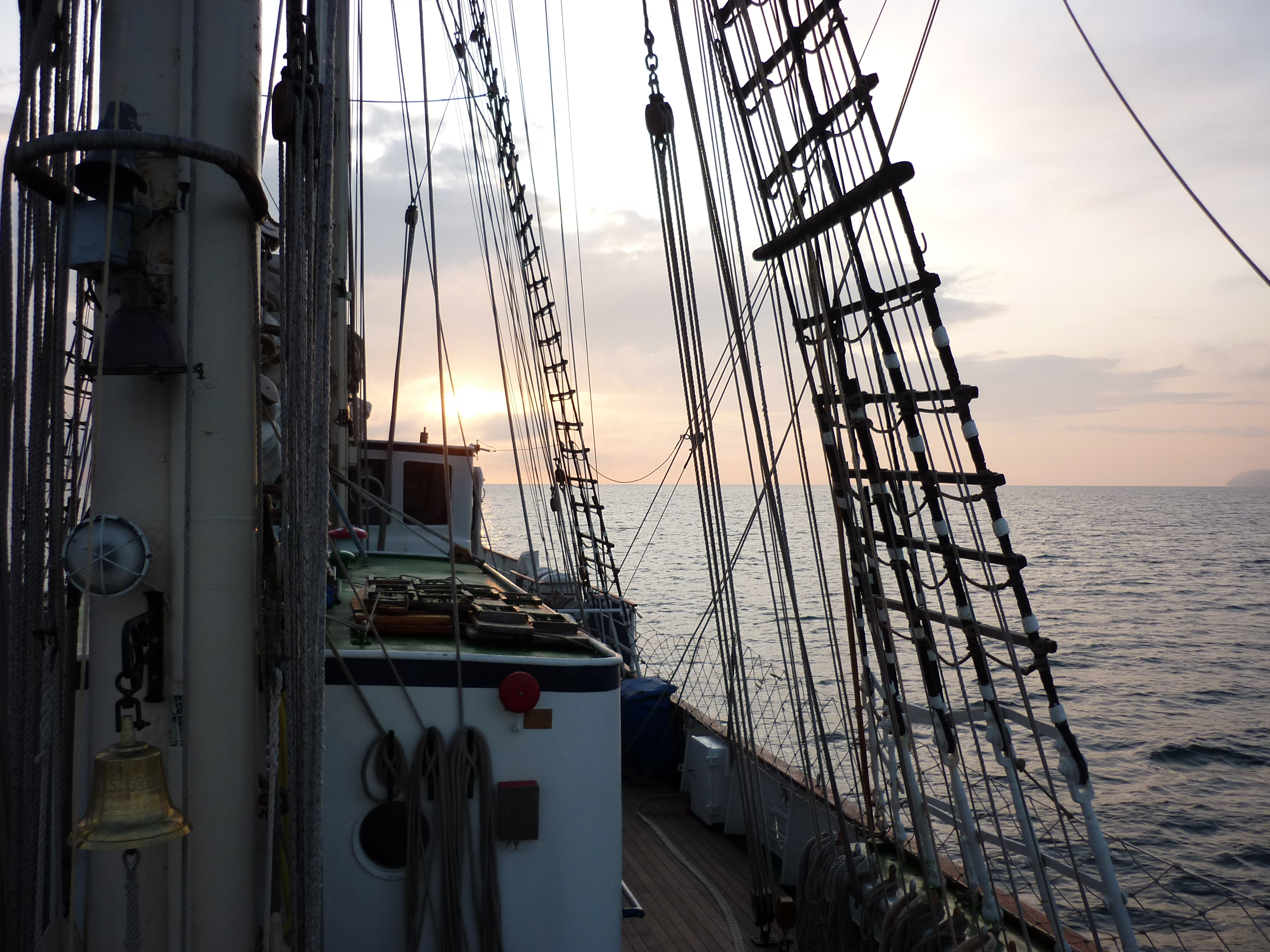
Vant och en del andra linor på större segelfartyg. Mellan vanten ligger vevlingar, som bildar en stege upp i masten. Under vevligarna finns vantjärn, som hindrar vanten från att vrida sig.

Vant är de linor eller vajrar som främst i sidled stöttar master och stänger på segelbåtar och segelfartyg.
På småbåtar finns ofta bara en uppsättning vant som går från röstjärn på båtens fribord eller från beslag i relingen eller däcket till masttoppen, men större båtar med högre mast har ofta flera uppsättningar: undervant som är fästa vid olika höjder på masten och toppvant som via vantspridare går till masttoppen.
På större råriggade segelfartyg finns fler uppsättningar, då alla mastdelar (undermast, märsstång, bramstång och eventuell röjelstång) skall stödas. Märsstångens vant fästs i märsen, liksom vanligen också bramstångens vant.
Vanten fästs vanligen med vantskruvar, så att de lätt skall kunna spännas och vid behov lösas. Vantskruvarna ersatte i slutet av 1800-talet de tidigare använda jungfrurna.
I längsled stöttas masten av stag: fockstag och toppstag förifrån och backstag eller akterstag från aktern, på större råriggade segelfartyg stag för varje mastdel. I en del riggar används också barduner, som i högre grad än vanten stöttar masten i längsled.